# Tomás Terry
Tomás Terry y Adán (Caracas, 1808-París, 1886) fue un financiero y comerciante venezolano de raíces hispano-irlandesas instalado en Cuba, donde el desarrollo de sus negocios hizo que acumulara una notable fortuna.

## Terry
Tomás Terry era descendiente de una familia irlandesa cuyos miembros ocuparon frecuentemente el cargo de "Lord Mayor" en Cork en los siglos XVI y XVII. Los Terry, o también conocidos como Tirry, eran armadores que se dedicaron habitualmente al comercio marítimo para lo que habían establecido representaciones familiares del negocio en Cádiz y Génova entre otros puertos de Europa.
Una rama de los Terry de Cork, emparentada con los duques de Buckingham y vizcondes de Killmalloechk y descendientes del "Lord Mayor" de Cork, Sir William Terry, se estableció en Limerick. Uno de estos Terry, Francis Terry (nieto de Sir William Terry), pasó a Génova y sus descendientes más tarde a Cádiz y al Puerto de Santa María, donde otros descendientes de Sir William Terry ya residían desde años antes ocupando el cargo de regidores perpetuos de la ciudad.

## Venezuela
De los Terry genoveses solo una parte permaneció establemente en el Puerto de Santa María, fundando años más tarde las conocidas bodegas y caballos. La otra parte de la familia genovesa, unos pasaron de Cádiz a Perú, de quienes desciende Fernando Belaúnde Terry, y otra parte de la familia, pasaron de Cádiz a Venezuela, donde se estableció el padre de Tomás, José Antonio Terry Mendoza, casándose con una caraqueña, Tomasa Adán y España.
Debido a la inestabilidad del país Tomás Terry Adán decide establecerse en Cuba, donde años más tarde se casó con Teresa Dorticós y Gómez de Leys, que era hija de Andrés Dorticós y Casson, el gobernador millonario de Cienfuegos (Cuba). Un nieto de Tomás fue el arquitecto y diseñador francés Emilio Terry.

## Cuba
Poco después del ciclón que en 1825 azotara a Cienfuegos, el primogénito de José Antonio, Tomás Terry Adans, llegó muy joven a la entonces Fernandina de Jagua, que se había fundado en 1819 y cada vez prosperaba más. Llegó a trabajar en la tienda mixta de Martín Irady, quien era amigo de su padre, pues había vivido en Curazao y allí había nacido su hija Luisa, la que más tarde se casaría con Antonio Terry Adans, hermano de Tomás. Tomás fue emprendiendo distintas actividades empresariales hasta llegar a ser propietario de varios ingenios importantes, entre ellos la Central Caracas, la central azucarera más grande de Cuba.
Se dice que ya para 1830 Tomás Terry había podido reunir unos veinte mil dólares. Su capital fue en aumento cuando comenzó a prestar dinero, y también cuando entró de lleno en un negocio que le fue sumamente lucrativo, la compra-venta de esclavos. Los traficantes de esclavos no encontraban compradores para aquellas “piezas de ébano” que llegaban enfermas después de la azarosa travesía trasatlántica, y Terry compraba esos esclavos a precios irrisorios, se los llevaba para una finca donde los alimentaba bien y les cuidaba la salud, y dicen que después vendía cada uno hasta en mil dólares. Sin embargo, según lo que se ha podido investigar, nunca se dedicó a la trata de esclavos.   Tal cosa afirma el investigador estadounidense Roland Tyler Ely en su libro publicado en 1959 Comerciantes cubanos del siglo XIX, en el último capítulo, que tituló “Tomás Terry, el Creso cubano”, pues, realmente, fue Ely el único que tuvo acceso a toda la documentación de los negocios que desde Cienfuegos dirigía quien ya en 1856 era considerado el comerciante más rico de Cuba. Nuevamente, en su libro (edición cubana de 2001) titulado "Cuando reinaba Su Majestad el Azúcar", volvió Roland T. Ely a aseverar tal asunto.
Con presencia en Wall Street, su fortuna tuvo importes de $725,000 en 1851, $3,090,00 en 1860, $7,890,000 en 1870, $13,760,000 en 1880, y por encima de los $25,000,000 a su muerte in 1886.

## Nueva York
El profesor Ely, graduado de la Universidad de Princeton, realizó investigaciones, primero, para su libro La economía cubana entre las dos Isabeles, 1492-1832, y, después fue que publicó el antes citado, para preparar su trabajo de tesis para el doctorado en la Universidad de Harvard. En esta vía, había realizado previamente una exhaustiva investigación en los archivos de Nueva York del millonario estadounidense Moses Taylor (1806-1882), contemporáneo y gran amigo de Terry, en los cuales se guardaban infinidad de carpetas de las correspondencias de negocios y privadas entre Taylor y Terry. Esto lo motivó en la década de los años cincuenta del siglo pasado a investigar los archivos de Tomás Terry. Estas relaciones de Terry con Taylor hicieron que los negocios de Tomás Terry prosperasen hasta llegar a superar el patrimonio de su amigo, tuviera presencia en Wall Street y llegara a convertirse en una de las mayores fortunas del mundo hacia la década de 1884.

## Guerra del 68
Con su perspicacia para los negocios, intuye que la situación política tiende a empeorarse en Cuba; y desnacionaliza casi todo su capital. Se consolida como financiero internacional. Walt Street conoce su presencia monetaria. Es elegido como delegado de la Junta de Información en España. Fracasa la junta y en el 68 estalla la guerra.
A pesar de sacar todos sus capitales de la isla aún le quedan algunos centrales, fincas y la Tonelería. 
Al terminar la guerra es nombrado presidente del partido Liberal Autonomista, de corte reformista, pero que pedía la abolición de la esclavitud y una libertad futura por medio de la paz.